# Heorhij Ławer
Heorhij Mychajłowycz Ławer, ukr. Георгій Михайлович Лавер, ros. Георгий Михайлович Лавер, Gieorgij Michajłowicz Ławier (ur. 7 marca 1923 we wsi Zniaciowo, zm. 16 sierpnia 2017 w Użhorodzie) – ukraiński piłkarz, grający na pozycji obrońcy.

## Kariera piłkarska
Wychowanek klubu Ruś Użhorod. W 1943 roku rozpoczął karierę piłkarską w drużynie Ruś Użhorod, która po zakończeniu II wojny światowej została reorganizowana na Spartak Użhorod. Po wygraniu w 1946 roku złotych medali Mistrzostw Ukraińskiej SRR piłkarze Spartaka otrzymały zaproszenia od czołowych klubów. W czerwcu 1948 roku został zaproszony do Dynama Kijów. W 1952 bronił barw Dynamy Mińsk. W 1953 powrócił do Spartaka Użhorod, w którym zakończył karierę w roku 1954.
Po zakończeniu kariery piłkarza razem z żoną z Kijowa przeniósł się do Użhorodu, gdzie rozpoczął prace jako nauczyciel historii.

## Sukcesy i odznaczenia

### Sukcesy piłkarskie
Spartak Użhorod
- mistrz Ukraińskiej SRR: 1946, 1953

Dynamo Kijów
- mistrz ZSRR wśród drużyn rezerwowych: 1949